# Mallophora geijskesi
Mallophora geijskesi är en tvåvingeart som beskrevs av Charles Howard Curran 1942. Mallophora geijskesi ingår i släktet Mallophora och familjen rovflugor.
Artens utbredningsområde är Surinam. Inga underarter finns listade i Catalogue of Life.